# クラーモント郡 (オハイオ州)
クラーモント郡（英: Clermont County）は、アメリカ合衆国オハイオ州の南西部に位置する郡である。州内では8番目にできた郡であり、またアパラチア山脈地方に入る郡では最も西にある。人口は20万8601人（2020年）。郡庁所在地はバテイビア（英: Batavia、[bəˈteɪviə]）であり、同郡で人口最大の都市はミルフォードである。
クラーモント郡はケンタッキー州とインディアナ州にも跨るシンシナティ・ミドルタウン都市圏に属している。郡名はフランスのクレルモン地方に因んでおり、「晴れた山」を意味している。

## 歴史
クラーモント郡は1800年にオハイオ州8番目の郡として設立され、北西部領土の中では11番目だった。クラーモントはフランス語の「晴れた山」を意味する言葉であり、1600年代にフランス人探検家が初めてこの地域を眺めたときのことを表している。多くのインディアン部族がこの地域を本拠としており、その中にはショーニー族、マイアミ族、デラウェア族、ミンゴ族、オタワ族、チェロキー族、ワイアンドット族などがいた。郡内で最後のインディアン集落は、リトルマイアミ川の東支流、グラッシー・ラン合流点に沿ったジャクソン郡区マラソンの南2マイル (3 km) にあった。ワイアンドット族がそこに1811年まで住んでいた。この場所は郡内でも最大の開拓時代の戦闘であるグラッシー・ランの戦いが起こった場所であり、1792年4月10日に開拓者のサイモン・ケントンがインディアン戦士テクムセと衝突した。
クラーモント郡最初の集落かつ最初の郡庁所在地は1796年に設立されたウィリアムズバーグだった。1823年、ニューリッチモンドが郡庁所在地となり、さらに1824年にはバテイビアに移され、それが今日まで続いている。1822年4月27日、郡内のポイントプレザントで、のちの南北戦争で北軍の総司令官となって英雄になり、第18代アメリカ合衆国大統領にもなったユリシーズ・グラントが生まれた。その生家は当初1室だけの丸太小屋であり、今日観光地になっている。1890年、グラントの生家は当初の場所から動かされ、船で多くの水路に沿って移動されて市民が眺めることになった。この家はシカゴの博覧会にも展示され、その後にクラーモント郡に戻された。
ジョージ・ワシントンはかつて郡内の土地の3区画を所有していた。1800年に建設された石造り酪農家の家屋がクラーモント郡最古の現存する建築物と考えられている。ウィリアムズバーグ村南第3通り沿い、ハーモニーヒルの傍にある。ハーモニーヒル（地域最初期の農場）は、郡内最初期の測量士であるウィリアム・ライトルが建設した。かつて主要なインディアン道だったブルスキン・トレイルが郡内の州道133号線に沿って南北に走っており、開拓者サイモン・ケントンやダニエル・ブーンが狩猟や戦争の遠征のときに使った。ジョン・ハント・モーガンが率いた南軍の襲撃隊が1863年に郡内に侵入した。クラーモント郡最後の屋根付橋は1878年に架けられたものであり、アメリカ国道50号線近く、ストーンリック・ウィリアムズ・コーナー道路沿いにある。
1900年、多くのプロテスタント会派やカトリック教会の牧師達が集まって、地球上でエデンの園があったはずと考えられる場所10か所をリストアップした。そのリストには中東、ヨーロッパ、アフリカの地名が挙げられていたが、クラーモント郡は多くの果樹があり、昔インディアンが蛇の形をした塚を築いていたので、その1つに挙げられた。その後、ハミルトン郡の著名人が、クラーモント郡に面するシンシナティ市東部に、このリストに挙げられたことを祝してイーデン公園を造った。
1905年、オーエンズビルの民主党員ジョン・M・パティソンが、クラーモント郡民としては初のオハイオ州知事に選ばれた。パティソンはミルフォード市に住み、プロモントと呼ばれた邸宅に住んだが、これを公式の知事官邸として使った。この家屋は現在博物館になっており、図書館とその他歴史的な記念品を収めている。ミルフォード市メインストリート906にある。他に著名な郡民としては、1914年に初代オハイオ州最高裁判所長官となったバテイビア出身のヒュー・ニコラスがいる。

## 郡政府と政治

クラーモント郡裁判所事務官の章

クラーモント郡には州内でも最も多様で話題の多い政治的雰囲気がある。クラーモント郡にはフランスのクレルモン地方に因んで名付けられた時からその根がある。18世紀にバージニア州が退役兵のための土地による報酬の用地としてこの地域を保有していた。その範囲は当初、オハイオ州の23郡に及び、深い森がある土地420万エーカー (16,800 km2) があった。最初の土地譲渡証書は1796年2月20日に発行された。郡内のモスコー地域は1800年代初期にフランスからの追放者の逃避所になった。1815年には追放されたフランス王ルイ・フィリップが、1825年にはラファイエット侯爵が来た。1844年、クラーモント郡は、シャルル・フーリエの主義に奉じたピューリタン社会主義反体制活動家の少数集団が作ったユートピア村がある場所となった。クラーモント郡は、20世紀に民主党初のオハイオ州知事になったジョン・パティソンが1847年に生まれた所でもある。1800年代を通じて反奴隷制度感情が強く残ってもいた。
クラーモント郡の進歩的な歴史が政治的な独立性も生んだ。近年、地方レベルの役人は共和党が支配しているが、その政治には労働組合の力と無党派の影響力がある。郊外化が進み、環境保護主義が復活したこともこの土壌作りに貢献してきた。2012年3月、郡政委員会は共和党の3人の委員で占められた。その前の郡政委員だった共和党員メアリー・ウォーカーはその家業に多くの公金を使ったことで辞任させられた。スコット・クロスウェルはクロスウェル・バス会社のオーナーである。アーチー・ウィルソンは違法薬物使用とケンタッキー州北部で売春に関わったことで辞任させられた。クラーモント郡はオハイオ州議会第65選挙区に入っており、2012年の選挙では民主党員でミルフォード市出身のスティーブ・マイアーズと、共和党員でユニオン郡区出身のジョン・ベッカーの争いとなった。マイアーズはこの選挙区にずっと住み続けており、独自の記録を維持するプロの党員募集者である。ベッカーは元ケンタッキー州民であり、3月の予備選挙で自由党の講演を得たマイケル・ブレムを破ったオハイオ州共和党中央委員である。郡内南部とブラウン郡全郡はもう1つの第66選挙区に入り、民主党のケン・マクニーリーと共和党のダグ・グリーンの争いになった。
州議会上院議員はトム・ニーハウスを選出しているが、任期切れとなる。州議会下院議員のジョー・ユッカーは2012年に共和党候補者となり、対抗馬はいなかった。アメリカ合衆国下院議員ではオハイオ州第2選挙区に入り、共和党のジーン・シュミットを選出している。2013年1月3日からは同じく共和党のブラッド・ウェンストラップに交代する。

## 地理
アメリカ合衆国国勢調査局に拠れば、郡域全面積は459.77平方マイル (1,190.8 km2)であり、このうち陸地452.10平方マイル (1,170.9 km2)、水域は7.67平方マイル (19.9 km2)で水域率は1.67%である。オハイオ州のアパラチア山脈地域に入っているとみられている。

### 隣接する郡
- ウォーレン郡 - 北
- クリントン郡 - 北
- ブラウン郡 - 東
- ブラッケン郡 (ケンタッキー州) - 南
- ペンドルトン郡 (ケンタッキー州) - 南西
- キャンベル郡 (ケンタッキー州) - 南西
- ハミルトン郡 - 西

## 人口動態
以下は2000年国勢調査による人口統計データである。
| 基礎データ - 人口: 177,977人 - 世帯数: 66,013 世帯 - 家族数: 49,047 家族 - 人口密度: 152人/km2（394人/mi2） - 住居数: 69,226軒 - 住居密度: 59軒/km2（153軒/mi2） 人種別人口構成 - 白人: 97.13% - アフリカン・アメリカン: 0.91% - ネイティブ・アメリカン: 0.19% - アジア人: 0.63% - 太平洋諸島系: 0.02% - その他の人種: 0.26% - 混血: 0.86% - ヒスパニック・ラテン系: 0.87% 先祖による構成 - ドイツ系：32.7% - アメリカ人：16.7% - アイルランド系：12.0% - イギリス系：11.0% 年齢別人口構成 - 18歳未満: 27.9% - 18-24歳: 8.4% - 25-44歳: 31.7% - 45-64歳: 22.6% - 65歳以上: 9.4% - 年齢の中央値: 35歳 - 性比（女性100人あたり男性の人口） - 総人口: 96.4 - 18歳以上: 93.6 | 世帯と家族（対世帯数） - 18歳未満の子供がいる: 38.1% - 結婚・同居している夫婦: 60.4% - 未婚・離婚・死別女性が世帯主: 10.0% - 非家族世帯: 25.7% - 単身世帯: 21.0% - 65歳以上の老人1人暮らし: 7.0% - 平均構成人数 - 世帯: 2.67人 - 家族: 3.11人 収入と家計 - 収入の中央値 - 世帯: 49,386米ドル - 家族: 57,032米ドル - 性別 - 男性: 40,739米ドル - 女性: 27,613米ドル - 人口1人あたり収入: 22,370米ドル - 貧困線以下 - 対人口: 7.1% - 対家族数: 5.3% - 18歳未満: 8.7% - 65歳以上: 7.9% |

## 郡区

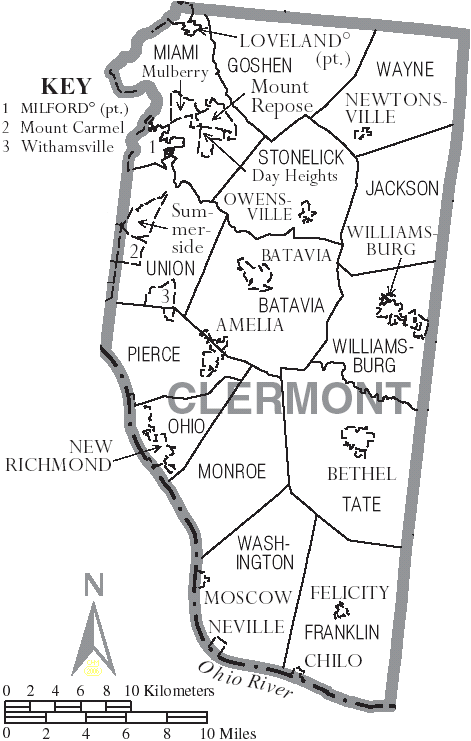
クラーモント郡図

クラーモント郡は下記14の郡区に分割されている。
| - バテイビア - フランクリン - ゴーシェン - ジャクソン | - マイアミ - モンロー - オハイオ - ピアース | - ストーンリック - テイト - ユニオン | - ワシントン - ウェイン - ウィリアムズバーグ |

## 都市
- ラブランド（部分）
- ミルフォード

### 村
| - アメリア - バテイビア - 郡庁所在地 - ベセル - シャイロー | - フェリシティ - モスコー - ネビル - ニューリッチモンド | - ニュートンズビル - オーエンズビル - ウィリアムズバーグ |

### 国勢調査指定地域
| - チェリーグローブ - デイハイツ | - ゴーシェン - マイアミビル | - マウントカーメル - マウントリポーズ | - マルベリー - サマーサイド | - ウィザムズビル |

### 未編入の町
| - アフトン - バンタム - ベルファスト - ブロービル - ブランチヒル - クローバー - イーデントン - ハムレット - ヘニングスミルズ - ローレル | - レラド - リンデール - ローカストコーナー - メイプル - マラソン - モデスト - モンテレー - ムーアズフォーク - マウントホリー - マウントオリーブ | - マウントピスガ - ニューパレスタイン - ニコルズビル - オリーブブランチ - ペリンタウン - ポイントイザベル - ポイントプレザント - プリングルコーナー - ルーラル - ソルトエア | - シャイロー - ストーンリック - ユートピア - ウィゴンズビル - ウィリアムズコーナー - ウィロウビル - ウッドビル |

## ギャラリー

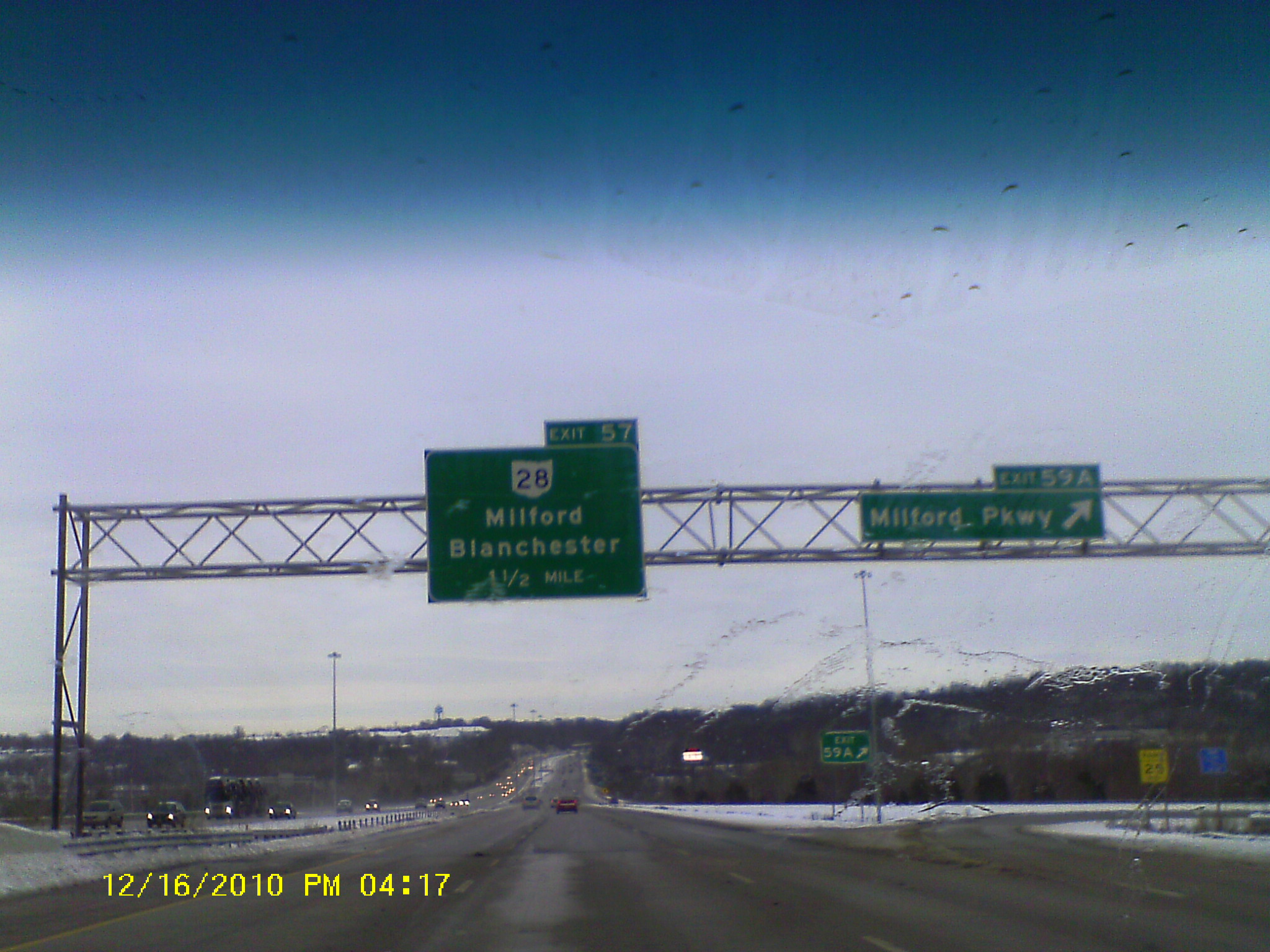
州間高速道路275号線のミルフォード・パークウェイ分岐点
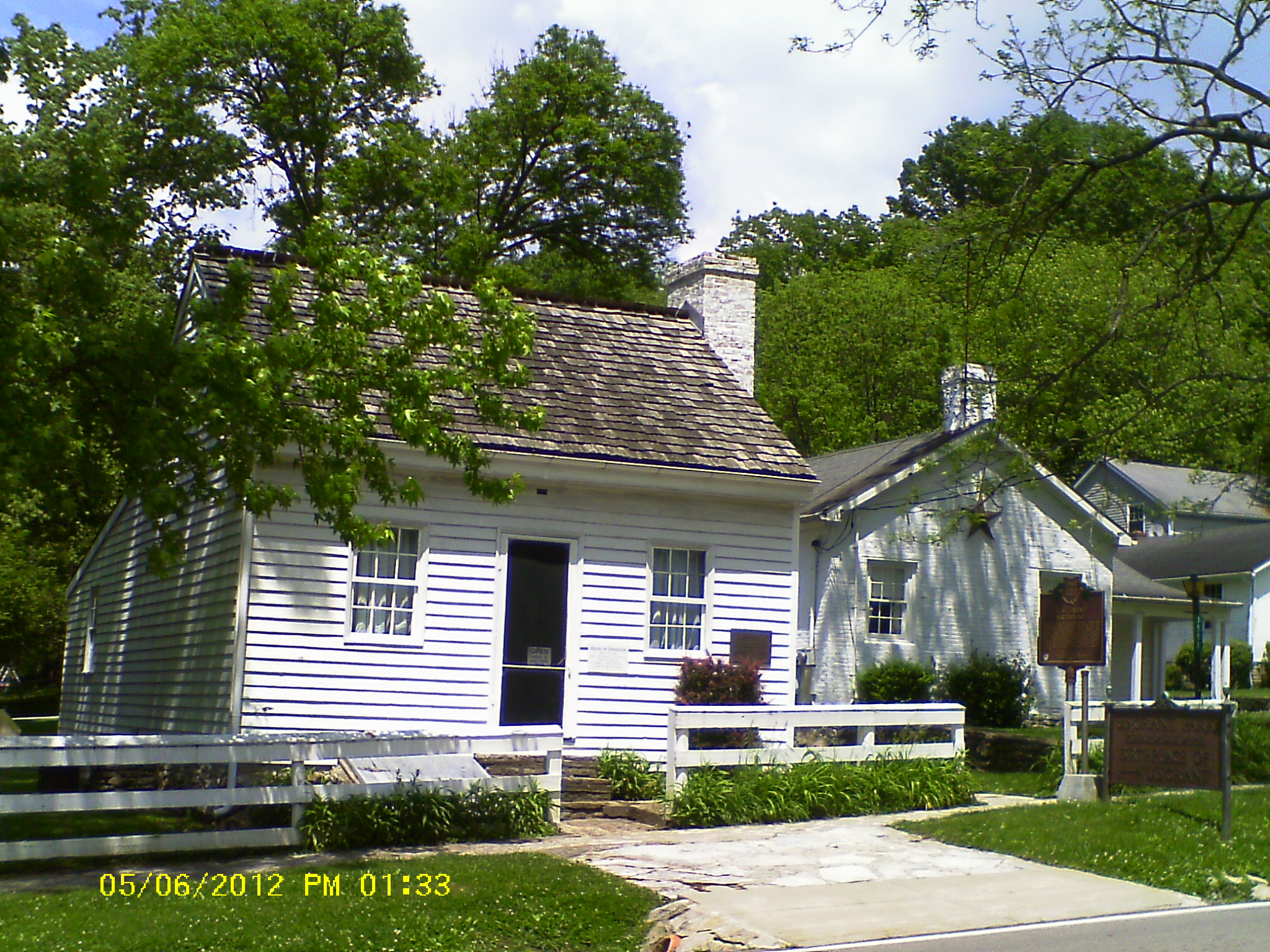
ユリシーズ・グラント生家、ポイントプレザント
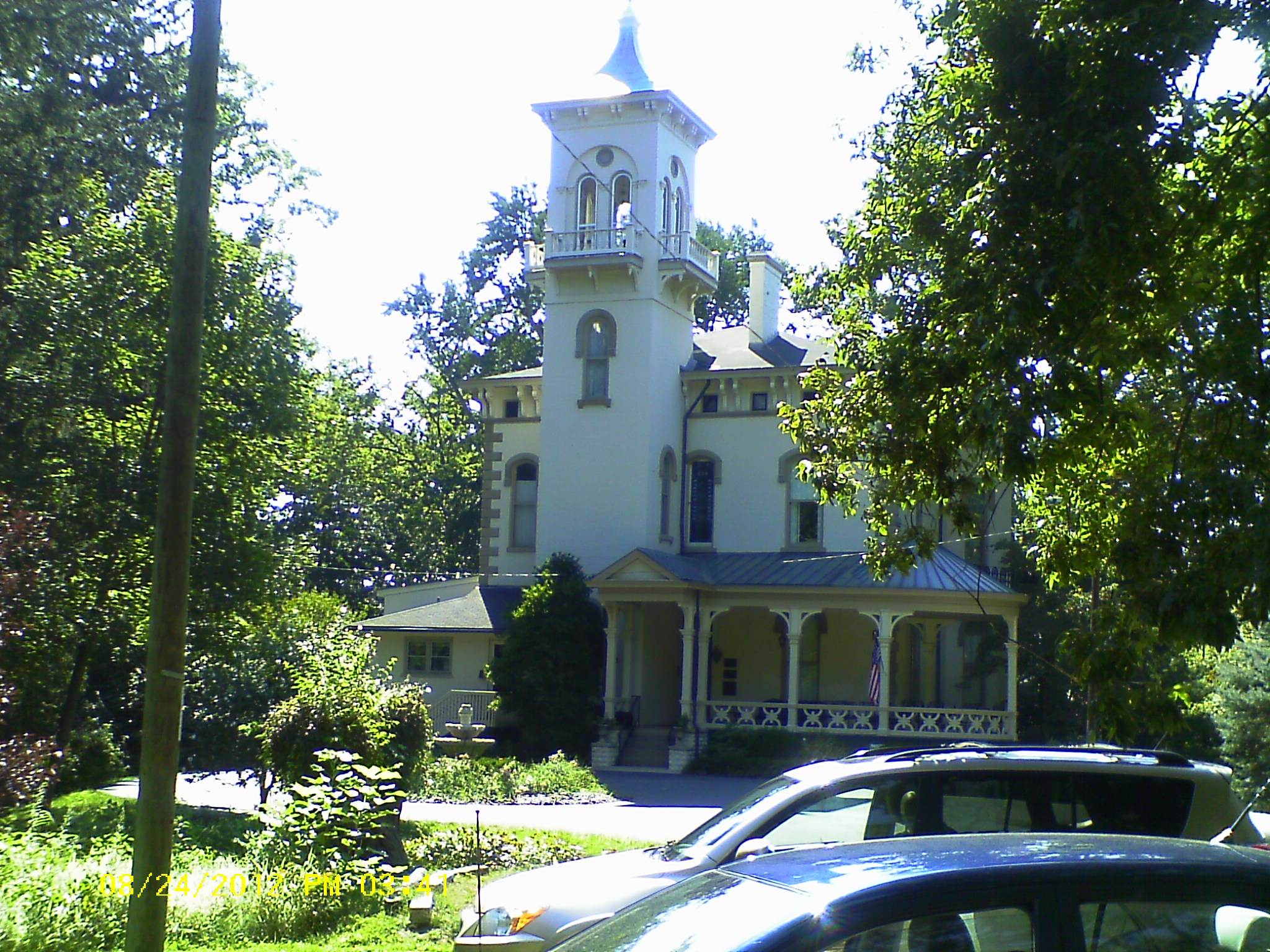
プロモント（ジョン・M・パティソンの邸宅）、ミルフォード市
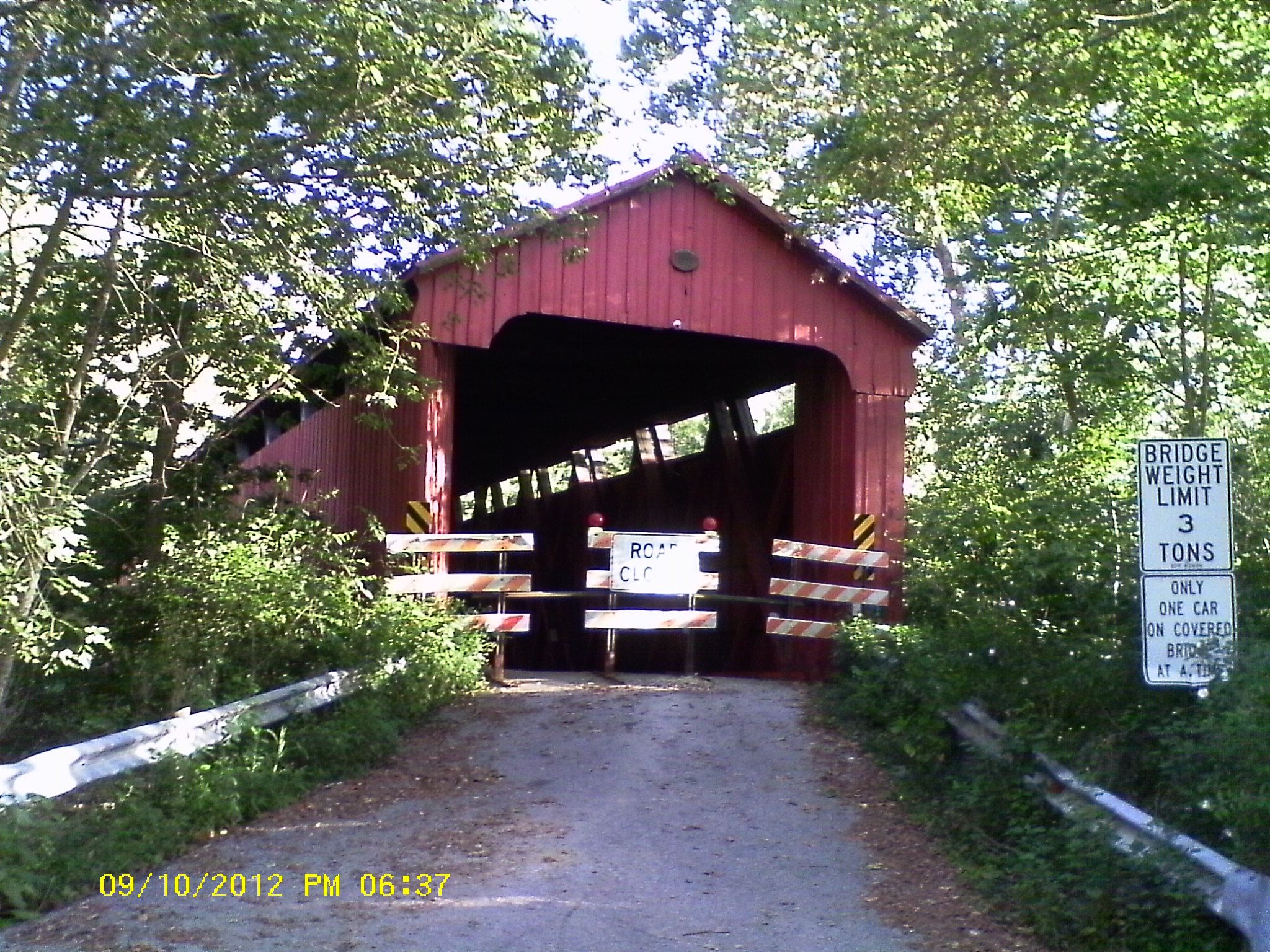
ストーンリック・ウィリアムズコーナーの屋根付橋、オーエンズビル近く